# リチャード・パーカー (水兵)

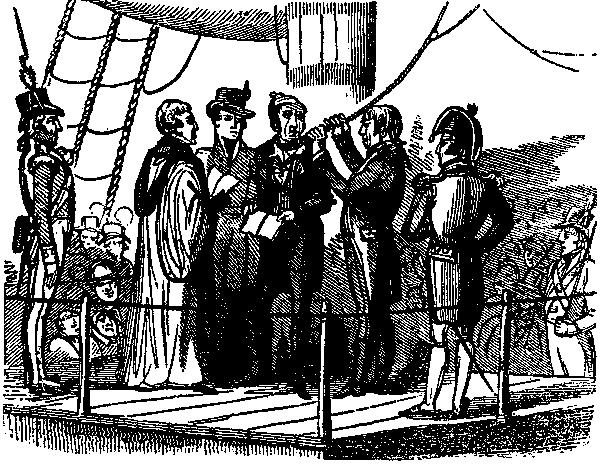
反乱の罪で絞首刑に処せられようとしているリチャード・パーカー

リチャード・パーカー（Richard Parker、1767年4月16日 - 1797年6月30日）は、イギリス海軍の水兵であり、1797年にイギリスのノア泊地で発生した大規模な反乱（「ノアの反乱」）の首謀者（いわゆる「フローティング・リパブリック」の大統領）。絞首刑に処せられた。

## 生い立ちと経歴
パーカーは繁盛しているパン屋の息子として1767年4月16日にエクセターに生まれ、1779年に航海士の見習いとなった。1782年から1793年まで、主に地中海やインド方面でイギリス海軍の各種の船に勤務し、階級も航海士助手となり、一時的に士官心得となるまでになった。しかし軍艦「アシュアランス」で勤務したとき、正規の士官からそそのかされたささやかな反抗を密告され、1793年12月に軍法会議にかけられた。その結果、彼は水兵に降格され、1794年11月に海軍を除隊した。彼はエクセターに戻り、妻のアンと暮らすようになったが、その後1797年前半に負債のためにエディンバラで投獄された。入獄3週間後、彼は釈放と引き換えに報奨金20ポンドを受け取って海軍に再入隊したが、その絶望は、シアネスの乗船ポイントに行く途中で海に身を投げて自殺しようとしたほど深いものだった。

## ノアの反乱
北海艦隊の基地のひとつであるノアで、パーカーは軍艦「サンドウィッチ」に配属された。「サンドウィッチ」は当時、汚くて過密な点で最悪の軍艦の一つと広く考えられていた。「サンドウィッチ」艦上でノアの反乱が起こったのは5月12日のことである。パーカーはその組織化には関与していなかったが、すぐに反乱の委員会から参加を請われ、そしてその抜きん出た知性と教育、それに虐げられた水兵への共感によって、ほどなくその代表者に任命された。
反乱の指揮に関してパーカーのなしうる役割は限られたものであり、代表者としての役目は主に象徴的なもので、団結と士気の維持のために代表団のボートを連ねて反乱をおこした軍艦の間を練ってゆくというようなことであった。反乱の混沌とした性質と持たされた権限の不明確さにもかかわらず、パーカーは、6月2日、スループ「ハウンド」がノアに到着して反乱の代表者たちがそれに乗り込んだとき、その指導力を発揮した。はじめ「ハウンド」の乗組員と艦長は反乱者代表に激しく抵抗したが、パーカーが登場して反乱の正当性と威厳を示すことで、艦長は帰順し、反乱に加わることを余儀なくされた。反乱者によるテムズ川の封鎖の間は、パーカーの署名のある通行証を持っている船だけが、停止や捜索を受けることなく通過を許されていた。

### 転機と挫折
6月6日、パーカーは委員会とノーセスク卿との会合を招集し、卿に請願書と最後通告を手渡した。それには、反乱側の要求が54時間以内に受け入れられるべきこと、さもなければ、『艦隊は彼らの親愛なる国民が驚くような行動に出るであろう』ことが警告されていた。高まりゆく緊張は、いくつかの艦での反乱の放棄を招いた。委員会の急進派も反乱の終結を感じ取って海外に逃亡するものが出始めた。そしてパーカー自身の逃亡も懸念され、拘束した者には500ポンドの報酬が提示された。
委員会の提示した最終期限が何の応答もなく経過した6月9日朝、パーカーは艦隊にテセル島に向けて出航するよう命令した。しかし、出航の信号が揚ったときそれに応えて動く船はなく、ここに反乱は事実上終息した。パーカーは6月13日に拘束され、厳重な警護のもとにシアネスに連行された。そして軍法会議にかけられ、6月30日に盛大な儀式と共に「サンドウィッチ」艦上で死刑が執行された。国王ジョージ3世の希望に反して、パーカーの死体が公にさらされることはなかった。パーカーの妻アンは、それまで彼の処刑を防ぐために疲れを知らずに働いたが、処刑後、絞首台から遺体を引き取ることができた。

## 文学等への登場
- ジュリアン・ストックウィンの小説「トマス・キッドシリーズ」第4巻の『愛国の旗を掲げろ（Mutiny）』はこの「ノアの反乱」が舞台となっており、主人公のトマス・キッドがリチャード・パーカーの補佐役として行動する。